# Aeroportul Akieni
Aeroportul Akieni (IATA: AKE, ICAO: FOGA) este un aeroport din Akiéni⁠(d), Departamentul Lekoni-Lekori, Provincia Haut-Ogooué, Gabon.
Situat la o altitudine de 450 m, aeroportul dispune de o singură pistă.